# The Day Before You Came
A The Day Before You Came a svéd ABBA együttes 1982. október 18-án megjelent kislemeze, mely a második leghosszabb játékidejű dal az Eagle után, a majdnem 6 percével. A dal a szintén 1982-ben megjelent The Singles: The First Ten Years című válogatásalbumon szerepelt először. Stúdióalbumra nem került fel, viszont a  The Visitors deluxe kiadásán is elérhető 2012-től.

## Története
1981-ben a The Visitors után Björn Ulvaeus és Benny Andersson új dalokat kezdtek el írni, és létrehozták az első musicalt a Chess-t (Sakk). Ezalatt Agnetha Fältskog és Anni-Frid Lyngstad megkezdték angol nyelvű szólókarrierjüket. Fältskog Tomas Ledin korábbi ABBA-háttérénekessel közösen felvette a Never Again című dalt, mely Európában sláger lett, és vezető szerepet kapott a Raskenstam című filmben. Lyngstad Phil Collinsszal dolgozott együtt új Something's Going On című albumán.
Az együttes 1982. május-augusztus között a Polar Stúdióban dolgozott, hogy új dalokat rögzítsen a tervezett következő stúdióalbumra. A The Day Before You Came volt a hat új felvétel egyike, melyek közül csak kettő került kiadásra, és mindkettő B. oldalas dal volt. Az I'am the City csak az 1993-as More ABBA Gold válogatás albumra került fel először, míg a másik Just Like That 1994-ig nem jelent meg.
A dalszövegeket Ulvaeus írta, melyek bizonyos mértékig befolyásolják a Fältskogtól való válását. Később Ulvaeus azt mondta, hogy még ha a dalszövegek 90%-a fikció is, még mindig vannak érzések olyan dalokban, mint a The Winner Takes It All vagy a The Day Before You Came.

## Felvételek
A dalt digitálisan rögzítették és 1982. augusztus 20.-án keverték. A felvétel a Den Lidande Fågeln (A szenvedő madár) címet kapta, azonban Wind néven lett ismert. A dalt Fältskog énekli, háttérben Lyngstad hallatszik, valamint enyhe szintetizátor és dobgép, Ulvaeus akusztikus gitárja, és Åke Sundqvist dobja.
Sok évvel a dal felvétele után Michael Tretow az ABBA hangmérnöke felidézte Agnethát a dalban, aki szomorúan énekelte a dalt. A stúdióban mindenki tudta, hogy "ez a vége". Ennek a történetnek a The Guardian munkatársa Stephen Emms fejezte be a végét: „A hősnő befejezi az énekét, leteszi a fejhallgatót, majd ünnepélyesen kisétál a reflektorfényből, hogy soha ne térjen vissza.”

## Megjelenések és slágerlistás helyezések
A kislemez hivatalosan 1982. októberében jelent meg, és az első kislemeze volt a The Singles: The First Ten Years című dupla válogatásalbumnak. A kislemez B. oldalán a Cassandra című dal kapott helyet. A csapat ekkor lassú hanyatlásnak indult az Egyesült Királyságban, és a brit szinti-pop duó Blancmange a 22. helyezett volt a slágerlistán, az ABBA viszont csak a 32. helyre szorult. A dal több Európai országban azonban Top 5-ös sláger lett, úgy mint Belgium, Nyugat-Németország, Hollandia, Norvégia, Lengyelország, Svédország és Svájc. A dal szintén 5. helyezett volt Kanadában a Hot Adult Contemporary listán. A kislemez az Egyesült Államokban nem jelent meg.

## A dal sikere
A Take40 azt írta a dalról: „Bár a csapat egyik legjobban sikerült felvétele, nem sikerült világszerte azt az eredményt hoznia, ami megszokott volt a csapattól. A dal csak kisebb siker volt, úgy mint az Egyesült Királyságban, ahol csupán a 32. helyezett volt a kislemezlistán. Korábban 19 egymást követő Top 30-as slágerük volt, melyet 1975-ben az SOS indított el.” A dal túlságosan egyedi a korábban megszokott ABBA hangzáshoz képest, így a rajongók számára ez egy teljesen új hangzás. A csapat elfáradt, energiájuk csökkent. Björn elmondta, hogy a dallal valami érettebb, és titokzatosabb lett, így izgalmasabbnak tűntek abban az időben. Lehet túl messzire mentünk, és ez nem tetszett a közönségnek. Tim Rice-nek nagyon tetszett a dal, de figyelmeztette a csapat tagjait, hogy lehet hogy eltávolodnak a rajongóktól. A Sydney Morning Herald cikke szerint lehet, hogy azért lett kevésbé ismert a dal, mert csak néhány brit tévéfellépéssel promotálták. Christopher Patrik azt nyilatkozta, hogy lehet, hogy eljött az együttes utolsó pillanata, amikor megjelent a dal, de senki nem merte elismerni. Illetve úgy vélte, a lagymatag fogadtatás közönség részéről már eldöntötte az együttes sorsát.
Benny azt mondta a dalról, hogy véleménye szerint a The Day Before You Came egy jó dal, melyet Björn írt, de nem jó felvétel. A dalt az Under Attack című dalhoz hasonlította, melyet ugyanabban az időben rögzítettek. Ez egy csodálatos felvétel, de nem jó dal. Björn egy Mamma Mia! interjúban emlékezett a dalra: „Azt hittük, hogy ez egy nagyszerű dal volt, de sejtettük, hogy nem lesz akkora sikere mint a korábbi daloknak, mert eléggé távol áll előző anyagunktól.” Frida elmondta, hogy az éneket többféle módon próbálták felénekelni, végül Agnetha egy kísérteties stílusban énekelte el a dalt. A megjelent változatban úgy énekelt, mintha sérülékeny volna, és fájdalmai lennének. A dal ugyanakkor eléggé eltérő hangzást kapott, mire Björn csak ennyit mondott, hogy ez a véletlen műve. A videóklip forgatás alatt életünk bizonytalan volt, ahogy mindketten elváltunk. Nem volt könnyű helyzet, mely igazolja a komor hangulatot, mely életünk része lett az ABBA tevékenysége alatt.

## Videóklip
A klipet 1982. szeptember 21.-én forgatták és a Kjell Sundvall és Jkell–Åke Andersson csapat vezette a felvételeket. Ekkor megszakították a munkát Lasse Hallströmmel. A videóban Agnetha flörtölni kezd egy idegennel, miközben vár a vonatra. Az idegent Jonas Bergström svéd színész játszotta.
A klipben az Årstabron híd látható, mely Stockholm déli részén található. A videóklipben a vonat a hídon rossz irányba megy. Agnetha a Tumba állomáson várja a vonatot, és a városba megy. A valóságban azonban a hídon látható vonat a városból meg Tumba-ba. Az ABBA összes tagját bemutató videó részleteit a stockholmi Kínai Színházban forgatták, a Berzelii Parkban található Polar irodák közelében. Eközben több fénykép is készült a színház előcsarnokában a tagokról.

## Megjelenések
12"  Polydor – 2141 658
- A	The Day Before You Came	5:50
- B	Cassandra	4:50

## Slágerlista
| Slágerlista (1982)                    | Helyezések |
| ------------------------------------- | ---------- |
| Ausztrália Australian Singles Chart   | 48         |
| Ausztria Austrian Singles Chart       | 16         |
| Belgium Belgian Singles Chart         | 3          |
| Kanada Adult Contemporary Chart       | 5          |
| Hollandia Dutch Singles Chart         | 3          |
| Finnország Finnish Singles Chart      | 2          |
| Franciaország French Singles Chart    | 38         |
| Németország German Singles Chart      | 5          |
| Írország Ír slágerlista               | 12         |
| Norvégia Norwegian Singles Chart      | 5          |
| Spanyolország Spanish Singles Chart   | 29         |
| Svédország Swedish Singles Chart      | 3          |
| Svájc Swiss Singles Chart             | 4          |
| Egyesült Királyság Brit kislemezlista | 32         |